# George Rose Sartorius
Sir George Rose Sartorius GCB (Bombaim, 9 de agosto de 1790 — Lymington, 13 de abril de 1885), Visconde da Piedade (1836), depois 1.º Visconde de Mindelo e Conde de Penha Firme, almirante britânico que comandou as forças navais ao serviço de D. Pedro IV durante a primeira fase das lutas liberais. Foi substituído nessas funções por Sir Charles Napier. Depois da sua passagem pela Armada portuguesa reingressou na armada britânica tendo atingido o elevado e prestigioso posto de Admiral of the Fleet. Era um acérrimo defensor da existência de navios de casco reforçado (os ram-ships), dotados de um esporão à proa capaz de afundar, por abalroamento, os navios inimigos, um dos quais, o HMS Polyphemus, foi construído sob a sua orientação. Para além das suas funções navais, George Sartorius foi também um talentoso aguarelista, autor de diversas obras ainda hoje relevantes e valiosas.

## Biografia

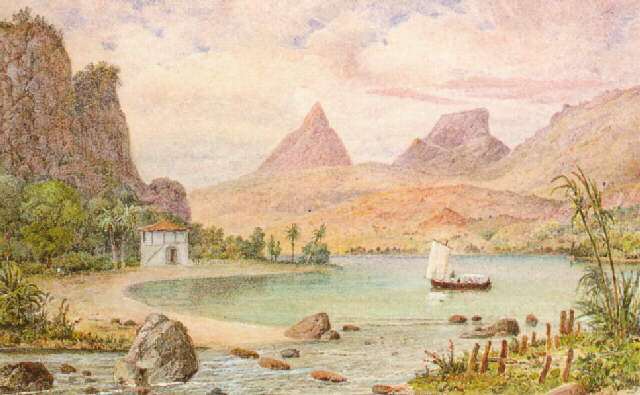
Lagoa Rodrigo de Freitas (Rio de Janeiro) numa aguarela de George R. Sartorius.

George Rose Sartorius nasceu em 1790, filho primogénito de John Conrad Sartorius, coronel de engenheiros na East India Company (Companhia das Índias Orientais). Proveniente de uma família de militares, cedo optou por uma carreira naval, cedo ingressando na Marinha Real Britânica. A tradição militar da família manteve-se já que todos os seus filhos prosseguiram carreiras militares e a amiria das filhas casou com oficiais das forças armadas britânicas.

### Carreira naval
Ingressou na Royal Navy em Junho de 1801, com apenas 11 anos de idade, sendo promovido a tenente 5 de Março de 1808. Nesse posto fez parte da guarnição da fragata HMS Success, comandanda pelo capitão John Ayscough, período em que comandou diversos ataques a pequenas embarcações a e alvos costeiros na costa italiana, incluindo o ataque à fortaleza de Terrecino. Foi promovido a comandante a 5 de Fevereiro de 1812, quando lhe foi confiado o brigue HMS Avon. Ascendeu ao posto de capitão a 6 de Junho de 1814.
Com apenas 16 anos de idade participou na batalha de Trafalgar. Entre Julho de 1813 e Junho 1814, no período em que comandou o Avon, teve James Weddell, futuro explorador da Antártida, na guarnição do seu navio, o que levou ao estabelecimento de laços de amizade que perdurariam toda a vida.
Com o fim da guerra contra a França napoleónica, em 1815 a marinha britânica desmobilizou boa parte do seu dispositivo bélico, tendo como resultado a saída de grande número de oficiais que nos anos subsequentes foram procurar fortuna e fama em armadas estrangeiras, particularmente naquelas que se encontravam envolvidas em conflitos. Foi o caso de Sartorius.
Depois de um período de relativo apagamento na sua carreira, em 1832 Sartorius foi contratado pelos liberais portugueses para comandar as poucas forças navais de que D. Pedro IV dispunha, na luta contra a marinha de guerra portuguesa, então nas mão do governo de D. Miguel. Nessas funções comandou a esquadra que transportou dos Açores os 7 500 Bravos do Mindelo, designação pela qual ficaram conhecidos os homens que constituíam a força que protagonizou o Desembarque do Mindelo.
Por estar, como mercenário, ao serviço de uma força estrangeira, Sartorius foi demitido da marinha real britânica, embora fosse readmitido em 1836. Permaneceu ao comando da marinha liberal até Junho de 1833, altura em que foi substituído por Charles Napier, outro oficial naval britânico.
Readmitido na armada britânica, a 19 de Agosto de 1841 foi nomeado comandante do HMS Malabar, um navio de 74 peças, cargo que manteve até 1844, permanecendo a maior parte do tempo em serviço no Mediterrâneo.
Com o termo da sua comissão no HMS Malabar, Sartorius deixou em 1844 o serviço no mar, não voltando a ter atribuído o comando de qualquer unidade naval. O seu próximo cargo, em terra, foi o de comandante-em-chefe de Queenstown (Conway), que exerceu de 8 de Agosto de 1855 a Abril de 1856.
Em 21 de Agosto de 1841 foi armado cavaleiro, passando a usar o título de sir. Graças às suas boas ligações na corte e aos serviços distintos prestados, a 9 de Novembro de 1846 foi nomeado ajudante-de-campo naval da rainha Victoria. A partir daí, numa rápida ascensão, foi promovido a 9 de Maio de 1849 ao posto de contra-almirante, a 31 de Outubro de 1856 a vice-almirante e a 12 de Fevereiro de  1861 a almirante.
Em 3 de Julho de 1869 ascendeu ao posto de Almirante-de-Esquadra, relativamente equivalente ao de Almirante da Armada, um posto raramente atingido.
A 28 de Março de 1865 foi agraciado com o grau de cavaleiro (knight) da Ordem do Banho (K.C.B.- Knight Commander of the Bath), sendo elevado a 23 de Abril de 1880 a grã-cruz da mesma Ordem (G.C.B. - Knight Grand Cross of the Bath).
Sir George Rose Sartorius era partidário da construção de navios com esporão à proa e cascos reforçados (ram-ships) capazes de afundar os navios inimigos por abalroamento. Com base neste conceito, e sob a orientação de Sartorius, Nathaniel Barnaby concebeu a classe de navios Polyphemus, a qual pretendia ser uma resposta à crescente ameaça para os grandes navios de guerra do século XIX que resultava do aparecimento de pequenas embarcações ligeiras armadas com torpedos, muito manobráveis e velozes. O HMS Polyphemus era um navio porta-torpedos de bordo baixo, com 2640 toneladas de deslocamento, propulsionado por dois hélices, cujo único armamento consistia num esporão em aço colocado à proa e numa bateria de torpedos apontada a vante. A sua grande velocidade, imbatível à época, associada à sua silhueta ultra-baixa e esguia, permitia-lhe uma rápida aproximação ao adversário com pouco risco de ser atingido pela artilharia, lançando os torpedos a curta distância ou abalroado com o esporão. Apesar do potencial destrutivo de uma unidade naval deste tipo, apenas foi construído uma unidade, o HMS Polyphemus.
Após a sua passagem pela Marinha de D. Pedro IV, Sartorius estabeleceu relações profundas com Portugal, adquirindo propriedade no país e aí residindo durante períodos alargados. Foi assim que em 1835, na sequência da extinção das ordens religiosas, adquiriu em hasta pública a Quinta dos Frades, em Almada, propriedade que originaria o título visconde da Piedade que lhe foi concedido em 1836. Aliás, Sartorius aparece na lista dos 20 maiores compradores dos bens nacionais, essencialmente bens monásticos, alienados após a vitória liberal. Assim, aparece entre aqueles de quem Oliveira Martins diria serem a família dos políticos, que entre si jogam a sorte do país, como os soldados jogavam a túnica de Cristo. E essa família dos políticos é o apanágio indispensável do sistema constitucional em todos os países como o nosso, atrasados, pobres e fracos. A política é um modo de vida de alguns; não é uma parcela da vida de todos.
A ligação a Portugal será mantida por toda a vida, tendo o velho almirante colaborada com as autoridades portuguesas na construção e aquisição em Londres de diversos navios, entre os quais a primeira Sagres da Armada Portuguesa, lançada à água em Junho de 1858, e a corveta mista Bartolomeu Dias, projectado como clipper para a marinha mercante inglesa, mas adquirido ainda no estaleiro e adaptado a navio de guerra antes de, em Janeiro de 1858, ser lançado ao Tamisa, também sob a supervisão de Sartorius.

### Vida familiar
Sir George Rose Sartorius casou em 1839 com Sophia Lamb, filha de John Lamb, tendo deste casamento resultado três filhas (Margaret Emily Georgina Sartorius, Sophia Isabelle Sartorius e Rose Sartorius) e três filhos (George Conrad Sartorius, Reginald William Sartorius e Euston Henry Sartorius).
Pelo menos um dos filhos, Euston Henry Sartorius, que viria a ser o 2.º conde de Penha Firme, nasceu em Sintra (a 6 de Junho de 1844). Euston Sartorius fez carreira militar em Inglaterra e veio a casar com Emília Jane, filha do visconde de Monserrate, sir Francis Cook.
Os seus três filhos do sexo masculino frequentaram em regime de internato, a partir de 1855, ano em que abandonaram Portugal, o prestigioso Victoria College em Jersey, tendo posteriormente todos eles seguido carreiras militares nas quais se distinguiram sobremaneira.
Estão apenas referenciados quatro casos em que dois irmãos receberam a Victoria Cross britânica. Entre esse grupo muito restrito encontram-se dois dos filhos de Sartorius: Reginald William Sartorius e Euston Henry Sartorius.

### Falecimento
Sartorius faleceu em Lymington, na costa sul da Inglaterra, a 13 de Abril de 1885. Foi sepultado no recinto da Saint Mary's Church, de South Baddesley, Hampshire, Inglaterra, em sepultura assinalada com uma pedra tumular decorada com âncora e corrente, a qual é considerado um belo exemplo de arte funerária vitoriana. No mesmo cemitério, em túmulos próximos, estão sepultados a sua filha, Margaret Emily Georgina Whitaker, e o seu filho, Reginald William Sartorius, que foi major general do exército britânico.
Um retrato de sir George Rose Sartorius foi publicado na edição de 25 de Abril de 1885 do The Illustrated London News, de Londres.

### Títulos
Recebeu o título de visconde da Piedade por decreto de 1 de dezembro de 1836, visconde de Mindelo por decreto de 8 de Julho de 1845 e o de conde de Penha Firme por decreto de 19 de Agosto de 1853, todos por D. Maria II.

## Obra publicada
- Sartorius, Sir George Rose, Coast Defences and Naval Warfare, London, 1862.
- Sartorius, Sir George Rose, A few thoughts on the state of affairs in South Africa, London, 1879.

## Nota
1. ↑  «Título ainda não informado (favor adicionar)». www.glosk.com